# Brunfelsia guianensis
Brunfelsia guianensis är en potatisväxtart som beskrevs av George Bentham. Brunfelsia guianensis ingår i släktet Brunfelsia och familjen potatisväxter. Inga underarter finns listade i Catalogue of Life.